# Rhabdoviridae
A Rhabdoviridae a vírusok egyik családja, legismertebb képviselője a veszettség vírusa. Nevét (rhabdosz görögül pálca) a virionok jellegzetes, hosszúkás alakjáról kapta. Gazdaszervezeteik egyaránt lehetnek emlősök (köztük az ember), halak, rovarok vagy akar növények. Genomjuk egyszálú (-), vagyis fehérjetranszlációra nem alkalmas RNS.

## Taxonómiája
A rhadbovírusoknak 12 genusa ismert, ez a szám azonban feltehetően nőni fog, mert nagy részük máig besorolatlan.
- Bracorhabdovirus 2 faj
- Cytorhabdovirus 5 faj
- Ephemerovirus 5 faj
- Lyssavirus 14 faj
- Novirhabdovirus 4 faj
- Nucleorhabdovirus 9 faj
- Perhabdovirus 3 faj
- Sigmavirus 2 faj
- Sprivivirus 2 faj
- Tibrovirus 2 faj
- Tupavirus 2 faj
- Vesiculovirus 10 faj

## Virológiája
A vírusrészecskék (virionok) hosszúkásak, mindkét (bacilliform) vagy csak egyik végükön (lövedékforma) lekerekítettek, méretük kb. 180 x 70 nm. A vírusokat a gazdasejtből származó lipidburok veszi körbe, melyen felszíni tüskék láthatóak. A tüskéket három ún. G-protein alkotja, ezek segítségével kapcsolódik a gazdasejthez. A lipidburok alatt a mátrixproteinek találhatóak, melyek körbeveszik a nukleokapszidot: itt található az N-fehérje által stabilizált RNS-genom, az RNS-polimeráz (L-protein) és a szabályozó P-protein.
RNS-genomja kb. 11 ezer bázispár hosszú és öt fehérjét kódol. A gének végén rövid poliadenilációs szignál, a gének között pedig egy elválasztó régió található.
A rhabdovírusok többnyire direkt testkontaktus (ami lehet harapás, mint a veszettség vírusának esetében) vagy rovarok által terjednek. A célsejt felszínéhez a G-protein köti oda a vírust; a receptormolekula még nem ismert de feltehetően valamilyen foszfolipid lehet. A vírus replikációja a citoplazmában történik, a saját RNS-polimerázának a segítségével. Az eredeti vírusgenomról másolódott (+) RNS-ek már mRNS-ként szolgálnak és megindulhat róluk a vírusfehérjék készítése. A replikáció egyfajta "vírusüzemként" a citoplazma egy adott pontjára koncentrálódik, amely mikroszkópban is megfigyelhető: a veszettség esetén ezek a Negri-testek.

## Jelentős rhabdovírusok

### Veszettségvírus

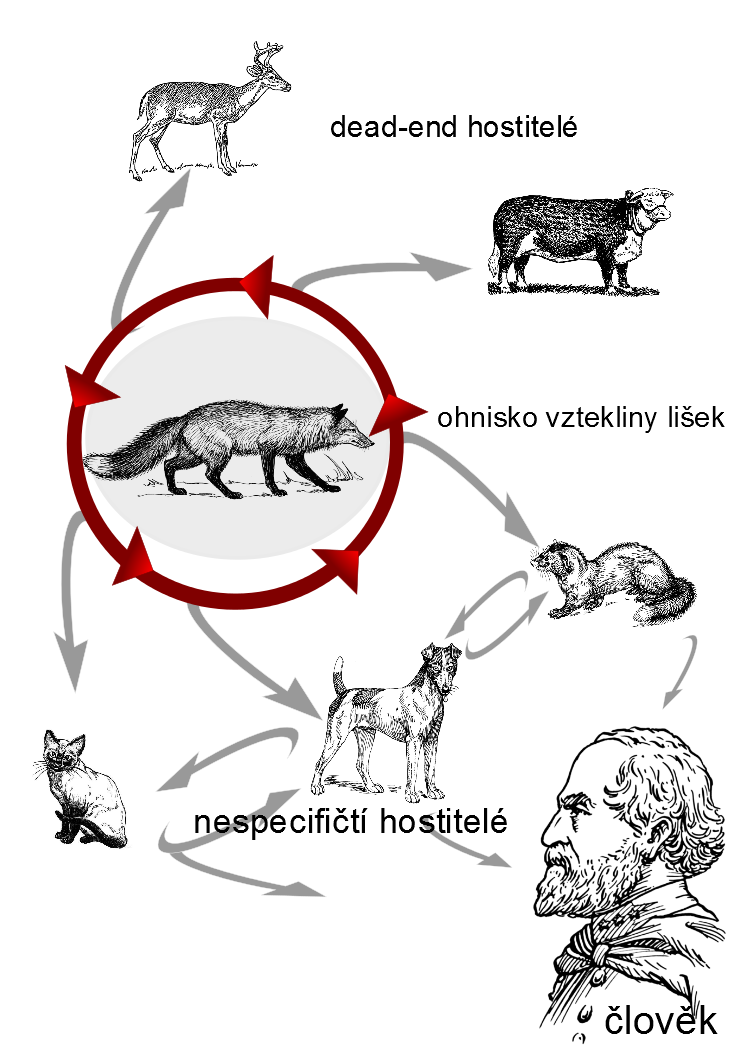
A veszettségvírus gazdaállatai

A vírus egy sérülés vagy horzsolás helyén lép be a véráramba (többnyire fertőzött állat harapása révén). Először az izom- és kötőszövetben szaporodik, de előbb-utóbb eléri a periferiális idegeket, melyek révén eléri a központi idegrendszert, ahol szinte minden esetben letális encefalitiszt okoz.
A veszettségvírust az ember többnyire nem adja tovább, a kórokozó természetes rezervoárja a vadon élő kisragadozók (rókák, prérifarkasok, mongúzok, mosómedvék, bűzös borzok) és denevérek. Egyes (főleg dél-amerikai) országokban gazdasági károkat okoz a szarvarmarhák veszettséggel fertőződése. 

### Európai denevér-lyssavírus
Ez a vírus a veszettségvírus rokona és széleskörűen elterjedt az európai denevérek között. Emberre csak nagyon ritkán terjed át, de akkor akár halálos megbetegedést is okozhat. Az ember megfertőződéséhez nem elég az érintés vagy denevérürülékkel való kontaktus, harapásra vagy karmolásra van szükség.  

### Vezikuláris sztomatitisz-vírus
A VSV a szarvasmarhákban, lovakban, sertésekben okoz kisebb járványokat főleg azokban az országokban ahol endemikus, vagyis főleg Észak-Amerikában, de előfordult már Európában is. A betegség a nyálkahártyákon, tőgyeken mutatkozó hólyag képében jelentkezik és tünetei hasonlóak a jóval súlyosabb száj- és körömfájáshoz. A vírus képes az emberre is átugrani, ahol enyhe lázas megbetegedést okoz. 